# 베르나르 티시에 드 마예레

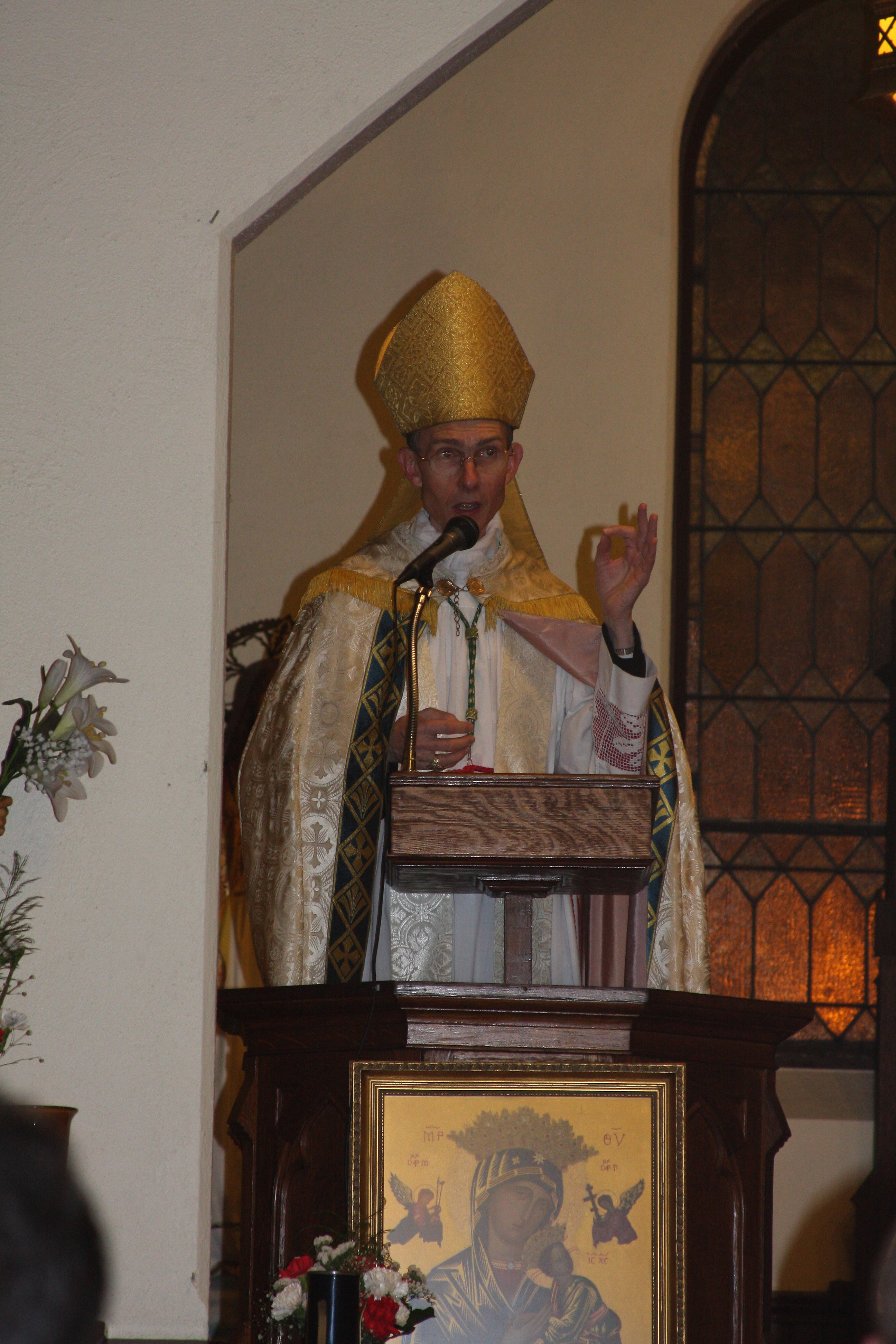

베르나르 티시에 드 마예레(프랑스어: Bernard Tissier de Mallerais, 1945년 9월 14일 - 2024년 10월 8일)는 성 비오 10세회의 주교이다.
1988년 6월 30일 마르셀 르페브르 대주교에 의해 교황의 승인 없이 다른 세 명의 사제와 더불어 주교로 서임되었으며, 교황 요한 바오로 2세에 의해 즉시 자동 파문되었다. 2009년 1월 21일 교황 베네딕토 16세는 르페브르 대주교에 의해 서임된 주교 네 명에게 내린 파문을 철회하였다.

## 유년기와 사제품
티시에 드 마예레는 프랑스 오트사부아주 살랑슈에서 태어났다. 생물학 박사학위를 취득한 후 그는 1969년 10월 스위스 프리부르에 있는 성 비오 10세회 국제 신학교에 입학하였다. 그리고 1975년 6월 29일 에콘에서 마르셀 르페브르 대주교에 의해 사제로 서품되었다. 처음에는 성 비오 10세회 국제 신학교의 교수로 재직하다가 부총장으로, 나중에는 총장으로까지 승격되었다. 이후 그는 성 비오 10세회의 사무총장에 임명되었다.

## 주교 서임과 파문
1988년 6월 마르셀 르페브르 대주교는 독단적으로 티시에 드 마예레를 포함한 네 명의 성 비오 10세회 사제를 주교로 서임하겠다고 공표하였다. 그는 교회법 제1382조에 따른 교황의 승인 없이 일을 추진하려고 하였다. 이 소식을 들은 교황청 주교성 장관 베르나르댕 간탱 추기경은 1988녀뉴 6월 17일 티시에 드 티시에 드 마예레에게 교황의 허락 없이 르페브르로부터 주교품을 받을 시 교회법적 처벌을 피할 수 없을 것이라고 강력히 경고하였다.
1988년 6월 30일 티시에 드 마예레와 나머지 세 명의 사제는 르페브르 대주교에 의해 주교에 서임되었다. 1988년 7월 1일 간탱 추기경은 르페브르와 그로부터 주교품을 받은 네 명의 사제는 사도좌에 유보된 자동 처벌의 파문 제재를 받았다고 발표하였다.
이에 대해 티시에 드 마예레와 그의 추종자들은 자신들의 주교 서임이 가톨릭교회 안의 도덕적·신학적 위기 때문에 필수불가결한 것이었다고 항변하면서, 자신들에게 내려진 파문의 유효성을 부인하였다.

## 성 비오 10세회 주교

티시에 드 마예레 주교의 문장

주교로 서임된 후에도 티시에 드 마예레는 1996년까지 성 비오 10세회 사무총장을 재임하였다. 1991년 그는 성 요한 마리아 비안네 사제회의 설립자인 안토니오 드 카스트로 마이어 주교가 선종한 후에 그의 후임자가 된 리시뇨 란젤 신부를 주교로 서임하였다.
1996년 그는 마르셀 르페브르 대주교의 일대기를 저술하는 작업을 담당했으며, 2002년 끝마치고 출판하였다.
같은 해, 역사학 교수 뤽 페랑은 “지금의 로마 가톨릭교회는 기독교가 아니라고 생각될 수준까지 추락했다”면서, 지금의 사제직은 영지주의적 사제직이라면서 그 타당성에 대해 심각한 의문을 제기하였다.
성 비오 10세회 총장 베르나르 펠레이 주교가 자신을 포함하여 1988년 6월 30일 르페브르에 의해 서임된 네 명의 주교에게 내려진 파문을 철회해줄 것을 요청함에 따라 2009년 1월 21일 교황 베네딕토 16세로부터 전권을 위임받은 교황청 주교성 장관 조반니 바티스타 레 추기경은 성 비오 10세회 주교 네 명의 자동 파문 제재를 사면한다는 내용의 교령을 발표하였다.